# Очільники Чорткова
Бургомістри, бурмістри, міські комісари, міські голови Чорткова — очільники міста Чорткова.
| Угорське королівство, Королівство Польське, Річ Посполита (1349—1772) |                                      |                        |                        | |                      |
| Габсбурзька монархія та Австрійська імперія (1772—1918)               |                                      |                        |                        | |                      |
| Леон Чеконський                                                       | бургомістр                           | 1868                   | 1870                   | |                      |
| Йоганн Шаттауер                                                       | бургомістр                           | 1870                   | 1871                   | |                      |
| Альфред Дошот                                                         | бургомістр                           | 1871                   | 1874                   | |                      |
| посада вакантна                                                       | бургомістр                           | 1872                   | 1873                   | |                      |
| Антон Чачковський                                                     | бургомістр                           | 1875                   | 1877                   | |                      |
| Герш Розенцвейт                                                       | бургомістр                           | 1878                   | 1882                   | |                      |
| Людвіг Носс                                                           | бургомістр                           | 1883                   | 1883                   | |                      |
| Фердинанд Клодницький                                                 | бургомістр                           | 1884                   | 1887                   | |                      |
| Людвіг Носс                                                           | бургомістр                           | 1888                   | 1913                   | За часів його керівництва містом побудовано новий костел на місці старого; міську ратушу з годинниковою вежею; приміщення окружного, повітового та міського судів (нині приміщення інституту); банк; будинок залізничної станції, аптеки; приміщення польського гімнастичного товариства «Сокіл» (нині тут діє Центр культурних послуг міста Чортків імені Катерини Рубчакової), пошту і так далі. Вимощено бруківкою Ринкову площу, вулиці Міцкевича, Колійової. | [ 1 ]                |
| Ісаак Мозлер                                                          | бургомістр                           | 1913                   | 1914                   | |                      |
| Ізидор Козовер                                                        | бургомістр                           | 1914                   | 1914                   | |                      |
| Російська імперія                                                     |                                      |                        |                        | |                      |
| Євстахій Дудрович                                                     | бургомістр                           | 1914                   | 1915                   | |                      |
| Євстахій Дудрович                                                     | бургомістр                           | 1915                   | 1917                   | |                      |
| Ісаак Мозлер                                                          | бурмістр                             | 1917                   | 1918                   | | [ 2 ]                |
| ЗУНР (1918—1919)                                                      |                                      |                        |                        | |                      |
| Никифор Даниш (1887—1954)                                             | комісар                              | 13 листопада 1918      | 1919                   | | [ 3 ]                |
| II Польська Республіка (1920—1939)                                    |                                      |                        |                        | |                      |
| Ігнат Лисаковський                                                    | староста                             | 1920                   | 1920                   | |                      |
| Іван Тимків                                                           | староста                             | 1921                   | 1921                   | |                      |
| Рудницький пол. Rudnicki                                              | староста                             | 1926                   | 1929                   | | [ 4 ] [ 5 ] [ 6 ]    |
| Адам Федорович-Яцковський пол. Adam Fedorowicz-Jackowski              | староста                             | 1928                   | 1929                   | | [ 7 ] [ 8 ]          |
| Голінський пол. Golinśki                                              | староста                             | 1930                   | 1933                   | | [ 9 ] [ 10 ]         |
| Єжи Мушинський пол. Jerzy Sylwester Muszyński (1887—1957)             | староста                             | 1934                   | лютий 1937             | | [ 11 ] [ 12 ] [ 13 ] |
| Станіслав Северин Міхаловський пол. Stanisław Michałowski             | староста                             | травень 1926           | 1937                   | | [ 15 ]               |
| Ян Качковський пол. Jan Kaczkowski (1890—1979)                        | староста                             | березень 1937          | вересень 1937          | | [ 16 ]               |
| Ян Плахта пол. Jan Płachta                                            | староста                             | 1937                   | 1937                   | | [ 17 ]               |
| Третій Рейх (1939—1945)                                               |                                      |                        |                        | |                      |
| Юліус Гаасе                                                           | міський комісар                      | грудень 1942           | грудень 1942           | | [ 18 ]               |
| Ґергард Літшваґер                                                     | в.о. окружного старости              | 15 вересня 1941        | 20 квітня 1942         | | [ 19 ]               |
| Ганс Куят (1907—1963)                                                 | окружний староста                    | 20 квітня 1942         | 1944                   | | [ 18 ]               |
| СРСР (1945—1991)                                                      |                                      |                        |                        | |                      |
| Григорій Чеверда                                                      | голова міськвиконкому                | березень-вересень 1944 | березень-вересень 1944 | | [ 20 ]               |
| Б. Зіненко                                                            | голова міськвиконкому                | 1944                   | 1944                   | | [ 21 ]               |
| Григорій Урасов                                                       | голова міськвиконкому                | 1944                   | 1945                   | | [ 22 ]               |
| І. Кириченко                                                          | в.о голови міськвиконкому            | 1945                   | 1945                   | | [ 22 ]               |
| Борис Гуд                                                             | голова міськвиконкому                | 7 жовтня 1945          | 15 січня 1946          | | [ 23 ]               |
| Іван Сидоренко                                                        | голова міськвиконкому                | 1946                   | 1947                   | | [ 24 ]               |
| Іларіон Павленко                                                      | в.о. голови виконкому міської ради   | вересень 1947          | січня 1948             | | [ 25 ]               |
| Іван Абрамов                                                          | голова міськвиконкому                | 1948                   | 1948                   | | [ 26 ]               |
| Василь Пасечко (1899—?)                                               | голова міськвиконкому                | 1948                   | 1950                   | | [ 27 ]               |
| Олександр Мельничук (1918—?)                                          | голова міськвиконкому                | 25 грудня 1950         | 1 жовтня 1951          | | [ 28 ]               |
| Іван Самусєв (1894—)                                                  | голова міськвиконкому                | 1 жовтня 1951          | 14 травня 1952         | | [ 29 ]               |
| А. Шличок                                                             | голова міськвиконкому                | 1952                   | 1952                   | | [ 30 ]               |
| Соломон Глязер (1896—?)                                               | в.о. голови міськвиконкому           | 1952                   | 1952                   | | [ 31 ]               |
| Любомир Кузяк (1914—?)                                                | голова міськвиконкому                | вересень 1952          | червень 1955           | | [ 32 ]               |
| Дмитро Шаповалов (?)                                                  | голова міськвиконкому                | 1955                   | 4 січня 1958           | | [ 33 ] [ 34 ]        |
| Катерина Довгопольська (1911—1976)                                    | голова міськвиконкому                | 4 січня 1958           | 6 березня 1959         | | [ 35 ] [ 34 ]        |
| Олександр Бусаров (1909—1984)                                         | голова міськвиконкому                | 6 березня 1959         | 25 червня 1962         | | [ 36 ] [ 37 ]        |
| Микола Бабенко (1918—?)                                               | голова міськвиконкому                | 26 червня 1962         | 24 березня 1965        | | [ 38 ] [ 39 ]        |
| Олександр Бусаров                                                     | голова міськвиконкому                | 24 березня 1965        | 2 січня 1967           | | [ 40 ] [ 41 ]        |
| Андрій Кагадій (1923—?)                                               | в.о. міськвиконкому                  | липень 1966            | 2 січня 1967           | | [ 42 ] [ 43 ]        |
| Теодозій Ранчаковський (1926—1998)                                    | голова міськвиконкому                | 2 січня 1967           | 17 червня 1971         | | [ 44 ] [ 45 ]        |
| Ярослав Смаглій (1934—?)                                              | голова міськвиконкому                | 17 червня 1971         | 7 серпня 1974          | | [ 45 ] [ 46 ]        |
| Володимир Бережнов (1937—2012)                                        | голова міськвиконкому                | 7 серпня 1974          | 21 жовтня 1977         | | [ 47 ] [ 48 ]        |
| Омелян Решетар (нар. 1938)                                            | голова міськвиконкому                | 21 жовтня 1977         | 19 січня 1982          | | [ 48 ] [ 49 ]        |
| Степан Дем'янчук (нар. 1951)                                          | голова міськвиконкому                | 19 січня 1982          | 2 липня 1987           | | [ 49 ] [ 50 ]        |
| Михайло Вербіцький (нар. 1947)                                        | голова міськвиконкому                | 2 липня 1987           | 17 березня 1990        | | [ 50 ] [ 51 ]        |
| Україна (після 1991)                                                  |                                      |                        |                        | |                      |
| Богдан Гречин (1950—2007)                                             | голова міськвиконкому/міський голова | 17 березня 1990        | 8 серпня 1997          | | [ 51 ] [ 52 ]        |
| Ярослав Стець (нар. 1954)                                             | в.о. міського голови                 | 8 серпня 1997          | 15 квітня 1998         | | [ 52 ] [ 53 ]        |
| Володимир Павлишин (нар. 1954)                                        | міський голова                       | 15 квітня 1998         | 7 вересня 2000         | | [ 53 ] [ 54 ]        |
| Марія Кузик (нар. 1958)                                               | в.о. міського голови                 | 7 вересня 2000         | 19 липня 2001          | | [ 54 ] [ 55 ]        |
| Михайло Вербіцький (нар. 1947)                                        | міський голова                       | 19 липня 2001          | 19 квітня 2006         | | [ 55 ] [ 56 ]        |
| Ігор Билиця (нар. 1969)                                               | міський голова                       | 19 квітня 2006         | 12 листопада 2010      | | [ 56 ] [ 57 ]        |
| Михайло Вербіцький (нар. 1947)                                        | міський голова                       | 12 листопада 2010      | 6 листопада 2015       | | [ 57 ] [ 58 ]        |
| Володимир Шматько (нар. 1986)                                         | міський голова                       | 6 листопада 2015       | 18 листопада 2020      | | [ 58 ]               |
| Володимир Шматько                                                     | міський голова                       | 18 листопада 2020      |                        | | [ 59 ]               |
| — виконувачі обов'язків.                                              |                                      |                        |                        | |                      |